# بهروز نقدی‌بیک
بهروز نقدی‌بیک (۱۳۳۷–۱۳۹۸) سرهنگ خلبان اف-۴ فانتوم ۲ نیروی هوایی شاهنشاهی و داسو میراژ اف۱ نیروی هوایی ارتش جمهوری اسلامی ایران بود.
وی به همراه حسین خلیلی از جوان‌ترین خلبانان جنگنده شکاری این نیرو از ابتدای دوران جنگ ایران و عراق بوده‌اند. عمده سرشناسی وی شرکت در جنگ ایران و عراق با ثبت ۴۴ عملیات موفق و همچنین مدیریت پروژه عملیاتی داسو میراژ اف۱‌هایی بود که در خلال جنگ اول خلیج فارس به ایران آورده شدند. به نقدی بیک عنوان پدر خوانده میراژ ایران داده شده‌است.

## پیشینه
نقدی بیک در سال ۱۳۳۷ در تهران دیده به جهان گشود و در سال ۱۳۵۵ وارد نیروی هوایی شد. وی مراحل آموزش خلبانی را بر روی هواپیماهای تی ۳۷، تی ۴۱ و تی ۳۸ در ایالات متحده با موفقیت گذراند و کمی پیش از وقوع انقلاب به کشور بازگشت و دوره آموزش خلبانی جنگنده بمب‌افکن اف ۴ فانتوم را در گردان ۱۱ پایگاه یکم شکاری مهرآباد گذرانید.
از سال ۱۳۷۲ وی با نام «پدرخوانده» میراژ شناخته می‌شود، اولین هواپیمای میراژ را بدون هرگونه کتابچه‌های آموزشی به پرواز درآورد و از رهگذر ماموریت‌ها و بر حسب تجربیات خود، کتاب آموزش پرواز با این جنگنده را تألیف کرد.

## پدرخوانده میراژ
۲۴ فروند میراژ اف - ۱ عراقی در جریان جنگ آزادسازی کویت (جنگ اول خلیج فارس) به ایران گریختند. ایران هم این میراژها را به عنوان بخشی از خسارت جنگ تحمیلی به غنیمت گرفت و این جنگنده‌ها را در نیروی هوایی ارتش بکار گرفته‌است. این هواپیماها در حالی وارد ایران شدند که نه تنها هیچ کتاب راهنما و دفترچه فنی به همراه نداشتند، بلکه همه آن‌ها فاقد جایگاه‌های حمل جنگ‌افزار بودند. قطعات یدکی نیز برای این هواپیما موجود نبود و این در حالی بود که سطح فناوری‌های میراژ اجازه نمی‌داد از آن صرف نظر شود؛ بنابراین با تصمیم منصور ستاری، فرمانده نیروی هوایی ارتش جمهوری اسلامی ایران متخصصان ایرانی دست به کار شدند و برای عملیاتی کردن این هواپیما بدون مراجعه به کشور سازنده اقدام نمودند. با راه‌اندازی و اورهال این هواپیماها، یک فروند هواپیمای میراژ اف۱ در تابستان ۱۳۷۲ در پایگاه همدان آماده پرواز شد. با توجه به این‌که جنگنده میراژ اف۱ هواپیمای سازمانی نیروی هوایی محسوب نمی‌شد و هیچ کتاب آموزشی، تجهیزات زمینی یا برخی ملزومات اساسی برای پرواز میراژ در دسترس نبود، باید خلبانی باتجربه، ریسک پرواز با این جنگنده ناآشنا را برعهده می‌گرفت. در این میان سرهنگ بهروز نقدی‌بیک با اتکا به تجربیاتش از هواپیمای جنگنده-بمب‌افکن مک‌دانل داگلاس اف-۴ فانتوم ۲، داوطلب اولین پرواز با میراژ شد. سرهنگ خلبان بهروز نقدی‌بیک ۲۴ مهر ۱۳۷۲ نخستین پرواز با این جنگنده را در پایگاه هوایی نوژه در حضور فرمانده نیروی هوایی ارتش با موفقیت انجام داد که این اتفاق، سرآغاز به خدمت‌گیری این جنگنده در ناوگان عملیاتی نیروی هوایی ایران شد.

## درگذشت
وی در شامگاه ۲۵ بهمن ماه ۱۳۹۸ در سن ۶۱ سالگی و در بیمارستان بقیةالله (عج) تهران، درگذشت.